# Centres d'extermination nazis

Localisation des centres d'extermination nazis.

Les centres d’extermination nazis (auparavant souvent appelés camps d'extermination) étaient des centres de mise à mort à grande échelle, dont « les opérations s'apparentaient par certains égards aux méthodes de production complexes d'une usine moderne ». Créés et organisés par le régime nazi d'Adolf Hitler, sous la responsabilité opérationnelle d'Heinrich Himmler et de son adjoint Reinhard Heydrich dans le seul but d'exterminer un maximum de personnes en un minimum de temps, ils firent près de trois millions de victimes, juives pour la majorité,,. Maillon essentiel de la Solution finale (voir Shoah), ils prirent le relais des fusillades de masse perpétrées par les Einsatzgruppen.
La finalité des centres d'extermination est la mise en œuvre d'une politique génocidaire à échelle industrielle visant des populations entières jugées indésirables par le régime. Ce caractère mortifère fondamental est délibérément et dès l'origine associé à l'objectif économique de confiscation et de récupération des biens des victimes, y compris l'or dentaire.
Comme souvent sous le régime nazi, les processus de décision sont multiples, parfois contradictoires, voire concurrents, et dépendent de divers niveaux de pouvoir, souvent imbriqués entre eux.
Les historiens s'accordent majoritairement sur une liste de six centres d'extermination : Chełmno, Bełżec, Sobibór, Treblinka, Auschwitz-Birkenau et Majdanek, les deux derniers étant intégrés à des camps de concentration préexistants.

« Ces centres de mise à mort n'avaient aucun précédent. Jamais, dans toute l'histoire de l'humanité, on n'avait ainsi tué à la chaîne. »

— Raul Hilberg, 2006

## Une double continuité: Aktion T4 et Einsatzgruppen

### L'assassinat des malades mentaux
De septembre 1939, sur la base d'un ordre écrit d'Adolf Hitler, à août 1941, le Troisième Reich met en place une politique d'extermination à grande échelle des handicapés physiques et mentaux, l'Aktion T4, essentiellement sur le territoire du Reich, mais aussi en Pologne occupée. La majorité des victimes est assassinée dans des chambres à gaz, spécialement conçues à cet effet dans six centres de mise à mort au moyen de bouteilles de monoxyde de carbone. En Pologne, des camions à gaz sont également utilisés pour commettre les meurtres. Elle prend officiellement fin le 24 août 1941 en raison des protestations qu'elle suscite, dont la plus connue est la prise de position du cardinal Clemens August von Galen, mais aussi parce qu'avec 70 000 à 80 000 victimes, elle a atteint son objectif.
De nombreux exécutants de l'Aktion T4 sont, après la fin de l'opération, réaffectés dans les centres d'extermination.

### Les meurtres de masse des Einsatzgruppen
Les Einsatzgruppen, sous l'autorité de Reinhard Heydrich, commettent des tueries de masse dès l'invasion de la Pologne : de septembre 1939 au printemps 1940, ils font entre 50 000 et 60 000 victimes membres des cadres de la société polonaise ou Juifs, considérés comme des éléments hostiles au régime nazi.
L'activité génocidaire des Einsatzgruppen s'accroît considérablement après l'invasion de l'Union soviétique. En vertu d'un accord conclu au plus haut niveau entre le Reichssicherheitshauptamt (RSHA) et la Wehrmacht (Hilberg, 505-506), dans le sillage des troupes d'invasion et avec la collaboration de celles-ci, ils opèrent à l'arrière du front et assassinent systématiquement les commissaires politiques de l'Armée rouge, sur la base du Kommissarbefehl, des cadres communistes, des prisonniers de guerre soviétiques, des partisans soviétiques ou supposés tels, mais surtout des Juifs. Dans un premier temps, seuls sont assassinés les hommes en âge de porter les armes, mais à partir d'août 1941 tous les Juifs sont exécutés, hommes, femmes et enfants.
Les meurtres sont commis par arme à feu, mais aussi, à partir de novembre ou décembre 1941 via des camions à gaz, pour épargner les nerfs des bourreaux.

## Création des centres et début des meurtres de masse
Le premier centre d'extermination créé et mis en service est celui de Chełmno, qui commence son activité en décembre 1941, soit avant la conférence de Wannsee. La création de Chelmno découle essentiellement de la volonté d'Arthur Greiser, Gauleiter du Reichsgau Wartheland qui souhaite « désengorger » les ghettos situés sur le territoire qu'il dirige. Dans ce cadre, il sollicite et obtient l'autorisation de Heinrich Himmler de se doter des moyens nécessaires pour assassiner 100 000 Juifs.
Les centres de Bełżec, Sobibór et Treblinka, destinés à assassiner les Juifs polonais du gouvernement général dans le cadre de l’Aktion Reinhard ouvrent dans le courant de l'année 1942. Leur création est décidée par Himmler qui délègue son autorité pour la mise en œuvre du processus à Odilo Globocnik.

## Caractéristiques

### Localisation
Les six centres d'extermination sont situés sur le territoire de la Pologne, qui comporte une importante population juive locale et dont les ghettos dans lesquels sont concentrés les Juifs polonais sont aussi des lieux de déportation pour des Juifs venant du Reich. Leur localisation est choisie en fonction d'un bon accès au réseau ferroviaire et de la proximité avec d'importantes populations juives.
Le centre de Chelmno jouxte le village de Chełmno nad Nerem, et celui de Majdanek est également proche d'une agglomération ; les trois centres de l'Aktion Reinhard sont construits dans des lieux retirés afin de préserver le secret.

### Convois
À l'exception des premières semaines d'activité de Chelmno durant lesquelles les victimes y sont acheminées par camion, la quasi-totalité des déportés arrivent dans les centres d'extermination par voie ferroviaire, entassés dans des wagons à bestiaux ou de marchandise, avec une ventilation insuffisante, sans aucun ravitaillement ni halte, sans équipement sanitaire et sans chauffage. Ces conditions de transport, parfois sur de longues distances (1.500 km de Drancy à Auschwitz, 7 jours de trajet pour les Juifs de Thessalonique), sont particulièrement meurtrières et extrêmement humiliantes)[C'est-à-dire ?].

### Récupération des biens
Les opérations d'extermination font l'objet de la mise en place d'une vaste politique d'exploitation économique de la Shoah.
Les quelques biens que les victimes avaient pu emporter lors de leur déportation sont méticuleusement triés et stockés avant d'être expédiés vers l'Allemagne.
Les bourreaux récupèrent aussi les dents en or arrachées aux cadavres et les cheveux des femmes tondues avant leur gazage.
Ces économies de prédation sont contrôlées et organisées par l'Office central SS pour l'économie et l'administration (WVHA) dirigé par Oswald Pohl et génèrent un profit de plusieurs millions de Reichsmarks.

### Sélection

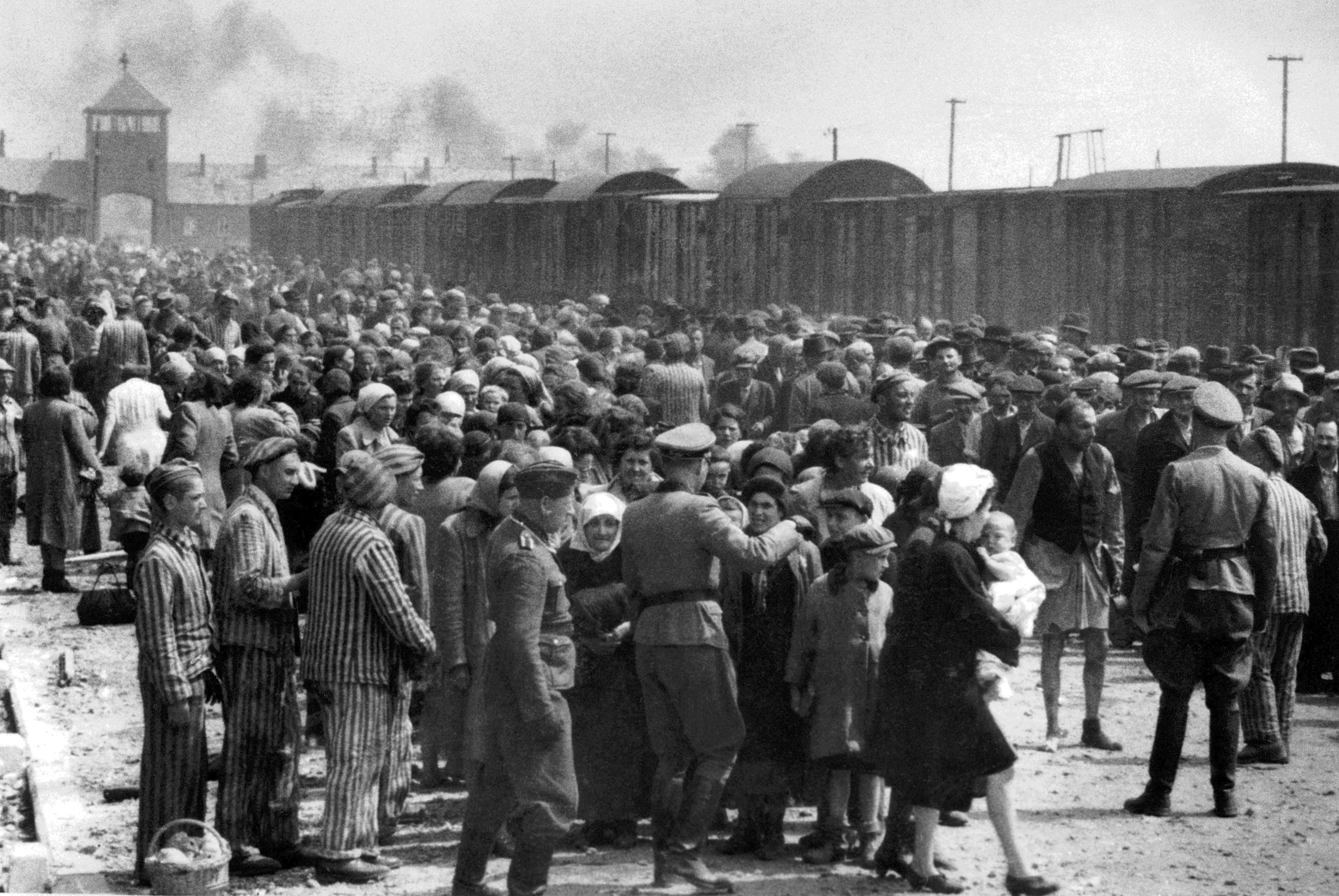
La « sélection » à Auschwitz en mai 1944.

Au centre d'extermination de Chełmno et dans les centres de l'Aktion Reinhard, la « sélection » des déportés est sommaire et expéditive : la très grande majorité des arrivants est immédiatement gazée et seuls sont épargnés, pour un temps généralement bref, ceux et celles qui sont retenus pour participer aux tâches annexes du processus d'extermination, les Arbeitsjuden, pour reprendre la dénomination développée par Cerheli.
La sélection à l'arrivée des convois est nettement plus élaborée à Auschwitz où des membres du personnel médical de la SS, dont Josef Mengele, participent au tri. Auschwitz étant à la fois un centre d'extermination, un camp de concentration et un camp de travail forcé, les Juifs sont triés en deux groupes : les déportés considérés comme inaptes au travail, une partie des hommes et des femmes, les enfants, les personnes âgées ou handicapés et les malades sont immédiatement gazés ; l'autre regroupe les hommes et femmes considérés comme en état de travailler. Ils sont internés dans le complexe concentrationnaire et sont astreints au travail forcé, souvent jusqu'à ce que mort s'ensuive.

### Méthodes d'assassinat
La grande majorité des victimes est assassinée par gazage, ce qui est une des caractéristiques des centres d'extermination. Sont notamment utilisés des camions à gaz à Chelmno ou des chambres à gaz où l'asphyxie fait suite à l'injection de gaz d'échappement d'un moteur de camion ou de char (Belzec, Sobibor, Treblinka) ou de l'utilisation de Zyklon B (Auschwitz).

### Les bourreaux
À l'exception notable de Rudolf Höss, la plupart des responsables et principaux exécutants des centres d'extermination ont été actifs dans le cadre de l'Aktion T4.

### Les Arbeitsjuden
À l'exception de Chelmno au tout début de son fonctionnement, sont sélectionnés dans tous les centres d'extermination des déportés juifs en bon état de santé pour constituer des Sonderkommandos ou, pour reprendre la terminologie utilisée par Cerheli, des groupes d'Arbeitsjuden. Ceux-ci sont chargés des tâches annexes au processus d'extermination.

### Résistance et révoltes
- Révolte du 2 août 1943 du centre d'extermination de Treblinka
- Révolte du 14 octobre 1943 du centre d'extermination de Sobibór
- Révolte du 7 octobre 1944 dans le centre d'extermination de Birkenau

### Destruction des cadavres et dissimulation des preuves
Dans un premier temps, les cadavres sont enfouis dans des fosses communes. À partir de fin 1942, les corps sont systématiquement exhumés pour être incinérés à l'air libre dans le cadre de la Sonderaktion 1005, afin d'effacer toute trace des massacres.
Le centre d'extermination d'Auschwitz et celui de Majdanek sont dotés, dès 1942, de fours crématoires, ce qui n'empêche pas, vu les capacités limitées, que des victimes y soient aussi ensevelies dans des fosses communes, avant d'être exhumées puis brûlées.
Après la fin des opérations d'extermination, et outre l'incinération des corps, les autorités nazies mettent tout en œuvre pour effacer les traces de l'existence même des centres d'extermination.

## Bilan
- Auschwitz-Birkenau : 1 100 000 morts[14].
- Treblinka : 700 000 à 900 000 morts[15],[16].
- Bełżec : 430 000 à 500 000 morts.
- Sobibór : 200 000 à 250 000 morts.
- Chełmno : 153 000 morts.
- Majdanek : 78 000 morts.

## Procès
Si les responsables des meurtres commis par les Einsatzgruppen font l'objet d'un procès spécifique dans la foulée du procès de Nuremberg, tel n'est pas le cas pour les centres d'extermination, faute d'une connaissance suffisante des activités de ceux-ci immédiatement après-guerre, à l'exception d'Auschwitz dont les activités génocidaires sont mises en évidence lors du témoignage de Rudolf Höss au procès de Nuremberg.
Remis aux autorités polonaises, Höss est jugé, condamné à mort et exécuté en 1947.
Quelques procès se déroulent plus de soixante-dix ans après les faits. Après de nombreuses péripéties judiciaires, John Demjanjuk est condamné en 2011 par la justice israélienne pour son rôle à Sobibor ; Oskar Gröning le comptable d'Auschwitz est jugé et condamné en Allemagne en 2015.

## Historiographie

### Un vocable contesté
L'utilisation du terme camp d'extermination a longtemps été débattue au sein des spécialistes de la Shoah.
Raul Hilberg (La Destruction des Juifs d'Europe) répertorie six camps sous l'appellation de camps de la mort ou de centres de mise à mort. À propos de Chelmno, Horwitz (Ghettostadt) utilise le terme de camp d'extermination de même que Krakowski (Chelmno). Ce terme est également utilisé par Eugen Kogon (Les chambres à gaz secret d'État), Christopher Browning (The Origins Of The Final Solution : The Evolution of Nazi Jewish Policy September 1939-March 1942), Uwe Dietrich Adam (in L'Allemagne nazie et le génocide juif), Georges Wellers (in Bédarida, la politique nazie d'extermination) ou Breitman (Himmler et la solution finale) ; l'Encyclopædia Universalis utilise également cet intitulé pour son article consacré au sujet. Par contre, Robert Kuwałek (Belzec : le premier centre de mise à mort), utilise le vocable de centre de mise à mort et Yitzhak Arad (Belzec, Sobibor, Treblinka : the Operation Reinhard Death Camps) le terme de camps de la mort. Si Carlo Montague (Chelmno: Prologue à l'industrie du meurtre de masse) privilégie le terme de camps de la mort, il emploie aussi camps ou centres d'extermination.
La majorité des spécialistes, considérant que les centres d'extermination n'ont jamais été conçus, même partiellement, pour une politique concentrationnaire, estime désormais le terme de camp inadapté.